# Orman (okręg Kluż)
Orman – wieś w Rumunii, w okręgu Kluż, w gminie Iclod. W 2011 roku liczyła 539 mieszkańców.